# Abergement-la-Ronce
Abergement-la-Ronce település Franciaországban, Jura megyében. Lakosainak száma 832 fő (2022. január 1.). Abergement-la-Ronce Samerey, Saint-Symphorien-sur-Saône, Aumur, Damparis, Saint-Aubin és Tavaux községekkel határos.

## Népesség
A település népességének változása:
| Lakosok száma | 454  | 677  | 667  | 744  | 775  | 870  | 849  | 859  | 850  | 832  |
|               | 1968 | 1982 | 1990 | 2006 | 2011 | 2016 | 2017 | 2019 | 2020 | 2022 |